# Philagriosz
Philagriosz (4. század vége) ókori görög orvos.
Epiruszból származott, az eklektikus iskola követője volt. Belgyógyászattal és sebészettel foglalkozott, számos szakmunkát készített a lépbetegségekről, a köszvényről, továbbá a húgykövek és visszértágulatok megoperálásáról. Műveinek becses voltát az a kevés töredék is fényesen bizonyítja, melyeket a bizánci írók, nevezetesen Oribasziosz, Aëtius és Trallészi Alexandrosz őriztek meg számunkra. Élesen elítélte a varázslatoknak gyógyítás céljából való alkalmazását. Philagrioszt az irodalomban rendszerint együtt emlegetik testvérével, Poszeidóniosszal, aki főként az ideg- és elmebetegségek gyógyítása terén tett szert nagy hírnévre és mint fivére, ő is mentes volt az ő korukban általánosan elterjedt babonás előítéletektől.